# Rubin Okotie
Rubin Rafael Okotie (Karachi, 6 giugno 1987) è un ex calciatore austriaco, di ruolo attaccante.

## Biografia
Nato in Pakistan da padre nigeriano e madre austriaca ha vissuto quattro anni in Spagna a Barcellona. Ha optato per la Nazionale austriaca (potendo giocare anche per Pakistan e Nigeria).

## Carriera

### Club
Con la seconda squadra dell'Austria Vienna ha giocato per quattro stagioni nella Erste Liga realizzando 19 gol in 55 presenze. Nel 2007 approda in prima squadra nella Bundesliga austriaca.

#### Austria Vienna

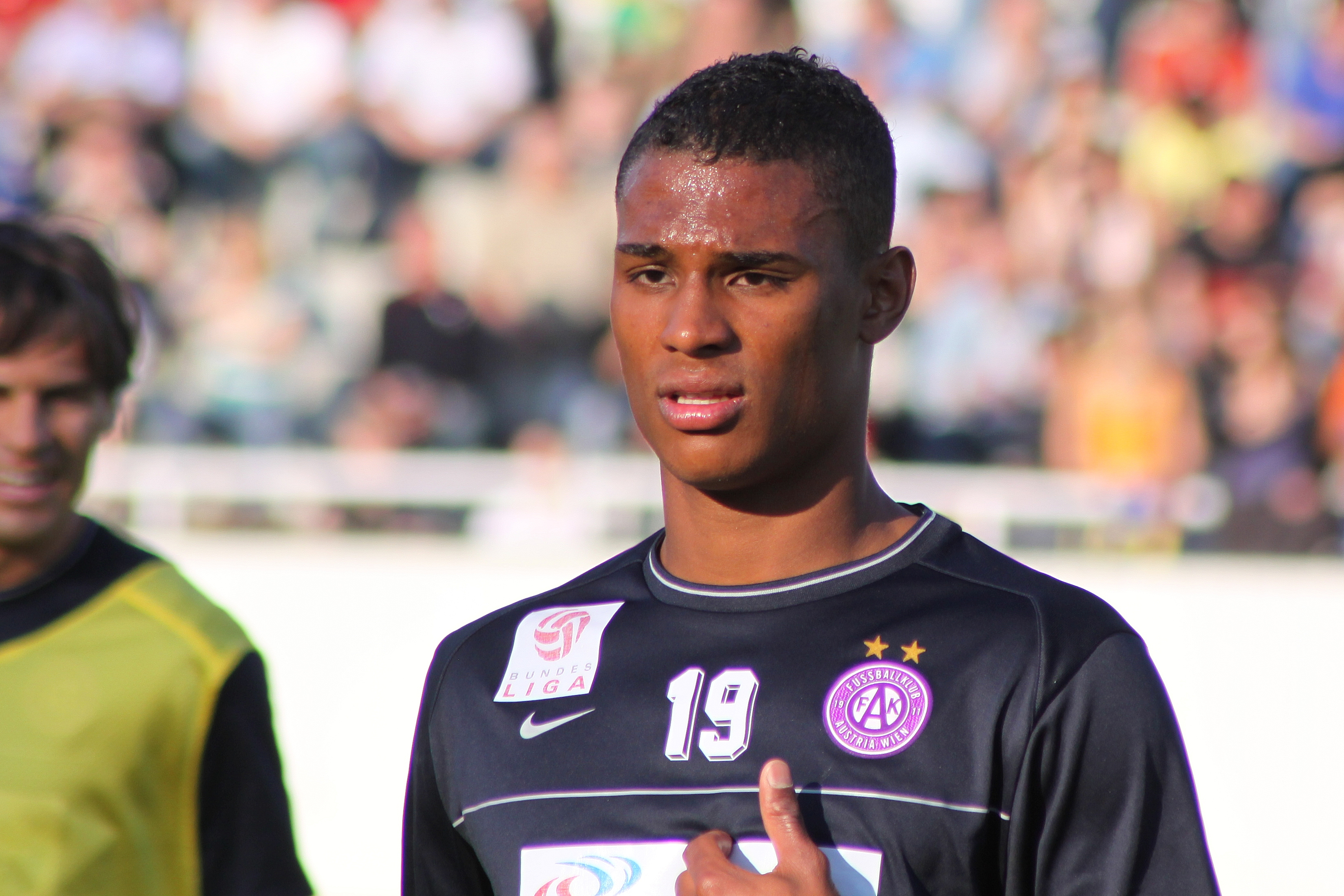
Okotie con la maglia dell'Austria Vienna nel 2009.

Entrato nel giro della prima squadra, nella stagione 2007-2008 colleziona 19 presenze in campionato e 3 reti.
Nella stagione successiva diventa subito uno dei pilastri del club austriaco, totalizzando 34 presenze e 14 reti in campionato, tra cui una tripletta contro l'Altach. In Coppa UEFA, riesce ad andare in rete solamente il 28 agosto 2008, nel match vinto 2-0 contro il WIT Georgia, valido per il secondo turno preliminare della Coppa UEFA 2008-2009. In Coppa d'Austria il club viennese riesce a trionfare, grazie alla vittoria in finale per 3-1 contro l'Admira Wacker Mödling. Okotie, con 5 reti in 5 incontri, si laurea capocannoniere della competizione.

#### Norimberga
Il 30 maggio 2010 viene ufficializzata la sua cessione al club tedesco del Norimberga. In Germania però fatica ad ambientarsi e non trova mai spazio, collezionando 72 minuti in soli 4 match di Bundesliga. Per questo gioca spesso con la squadra riserve, con la quale totalizza 7 presenze ed una rete in Regionalliga.

#### Sint-Truiden
L'11 agosto 2011 viene ceduto in prestito al Sint-Truiden, militante nel Campionato belga. La sua esperienza in Belgio non è fortunata, infatti riesce solo a collezionare 10 presenze ed una rete inutile, nella sconfitta interna (2-4) del 15 ottobre contro il Beerschot. Terminato il prestito, fa ritorno in Germania.

#### Sturm Graz
Il 31 gennaio 2012 viene ceduto nuovamente in prestito, facendo ritorno in Austria, questa volta allo Sturm Graz. In metà stagione disputa 13 match di campionato, segnando 2 reti. Il 1º luglio viene ufficialmente ceduto al club austriaco.
Nella stagione successiva trova spazio e riesce a realizzare 9 reti in 30 presenze in campionato, e 3 reti in altrettante presenze in Coppa d'Austria.
Il 1º luglio 2013, a distanza di tre anni dopo la sua partenza, viene ceduto all'Austria Vienna, facendo quindi ritorno nella società dove iniziò la sua carriera.

#### Ritorno a Vienna
Una volta tornato a Vienna, fatica molto a trovare spazio data la concorrenza con Philipp Hosiner, che viene sempre preferito dal nuovo tecnico Nenad Bjelica. In campionato colleziona solo 13 presenze ed una rete, contro il Wacker Innsbruck. Riesce comunque a debuttare in Champions League, ma in 6 presenze disputa soltanto 67 minuti. Per questo, il club austriaco decide di cederlo in prestito al club danese del SønderjyskE, fino a fine stagione.

#### SønderjyskE
A Haderslev riesce ad ambientarsi velocemente, venendo subito schierato titolare. Al debutto infatti va subito in rete, realizzando una doppietta nella vittoria esterna (0-4), contro il Vestsjælland. Grazie al suo contributo, il club danese riesce ad uscire dalla zona retrocessione. L'11 maggio 2014, con la vittoria esterna ai danni dell'AGF Aarhus, in cui realizza una rete nello 0-3 finale, la squadra è aritmeticamente salva con una giornata d'anticipo. Conclude la sua esperienza danese con 11 reti in 15 presenze in Superligaen.

#### Monaco 1860
Il 2 luglio 2014, si trasferisce al Monaco 1860 per 150.000 euro. A metà stagione, con 12 reti in 17 presenze, è momentaneo capocannoniere della 2. Fußball-Bundesliga 2014-2015. In DFB Pokal, il club supera 2-1 al primo turno l'Holstein Kiel con una sua doppietta, ma viene eliminato al secondo turno con il risultato di 2-5 dal Friburgo.

### Nazionale
Con la sua nazionale ha partecipato agli Europei Under-19 2006 (terzo posto) e al Mondiale Under-20 2007 (quarto posto). Ha debuttato con la nazionale maggiore nel 2008, nell'amichevole disputata contro la Turchia, mentre ha segnato la prima rete il 12 ottobre 2014 contro il Montenegro, nell'incontro valido per le qualificazioni ad Euro 2016.
Viene convocato per gli Europei 2016 in Francia.

## Statistiche

### Presenze e reti nei club
Statistiche aggiornate al 8 dicembre 2018.
| Stagione                 | Squadra                  | Campionato               | Campionato | Campionato | Coppe nazionali | Coppe nazionali | Coppe nazionali | Coppe continentali | Coppe continentali | Coppe continentali | Altre coppe | Altre coppe | Altre coppe | Totale | Totale |
| Stagione                 | Squadra                  | Comp                     | Pres       | Reti       | Comp            | Pres            | Reti            | Comp               | Pres               | Reti               | Comp        | Pres        | Reti        | Pres   | Reti   |
| ------------------------ | ------------------------ | ------------------------ | ---------- | ---------- | --------------- | --------------- | --------------- | ------------------ | ------------------ | ------------------ | ----------- | ----------- | ----------- | ------ | ------ |
| 2007-2008                | Austria Vienna           | BL                       | 19         | 3          | ÖC              | -               | -               | CU                 | 3                  | 0                  | -           | -           | -           | 22     | 3      |
| 2008-2009                | Austria Vienna           | BL                       | 34         | 14         | ÖC              | 5               | 5               | CU                 | 5                  | 1                  | -           | -           | -           | 44     | 20     |
| 2009-2010                | Austria Vienna           | BL                       | 4          | 4          | ÖC              | -               | -               | UEL                | 3                  | 1                  | -           | -           | -           | 7      | 5      |
| 2010-2011                | Norimberga               | BL                       | 4          | 0          | CG              | 2               | 0               | -                  | -                  | -                  | -           | -           | -           | 6      | 0      |
| ago. 2011                | Norimberga               | BL                       | 0          | 0          | -               | -               | -               | -                  | -                  | -                  | -           | -           | -           | 0      | 0      |
| Totale Norimberga        | Totale Norimberga        | Totale Norimberga        | 4          | 0          |                 | 2               | 0               |                    | -                  | -                  |             | -           | -           | 6      | 0      |
| 2011-gen. 2012           | Sint-Truiden             | D1                       | 9          | 1          | CB              | 1               | 0               | -                  | -                  | -                  | -           | -           | -           | 10     | 1      |
| gen.-lug. 2012           | Sturm Graz               | BL                       | 13         | 2          | ÖC              | 1               | 0               | -                  | -                  | -                  | -           | -           | -           | 14     | 2      |
| 2012-2013                | Sturm Graz               | BL                       | 30         | 9          | ÖC              | 3               | 3               | -                  | -                  | -                  | -           | -           | -           | 33     | 12     |
| Totale Sturm Graz        | Totale Sturm Graz        | Totale Sturm Graz        | 43         | 11         |                 | 4               | 3               |                    | -                  | -                  |             | -           | -           | 47     | 14     |
| 2013-feb. 2014           | Austria Vienna           | BL                       | 13         | 1          | ÖC              | 1               | 0               | UCL                | 6                  | 0                  | -           | -           | -           | 20     | 1      |
| Totale Austria Vienna    | Totale Austria Vienna    | Totale Austria Vienna    | 70         | 22         |                 | 6               | 5               |                    | 17                 | 2                  |             | -           | -           | 93     | 29     |
| feb.-lug. 2014           | SønderjyskE              | SL                       | 15         | 11         | -               | -               | -               | -                  | -                  | -                  | -           | -           | -           | 15     | 11     |
| 2014-2015                | Monaco 1860              | 2.B                      | 25+2       | 13         | CG              | 2               | 3               | -                  | -                  | -                  | -           | -           | -           | 29     | 16     |
| 2015-2016                | Monaco 1860              | 2.B                      | 32         | 8          | CG              | 3               | 1               | -                  | -                  | -                  | -           | -           | -           | 35     | 9      |
| Totale Monaco 1860       | Totale Monaco 1860       | Totale Monaco 1860       | 57+2       | 21         |                 | 5               | 4               |                    | -                  | -                  |             | -           | -           | 64     | 25     |
| 2016                     | Beijing BG               | CLO                      | 9          | 1          | -               | -               | -               | -                  | -                  | -                  | -           | -           | -           | 9      | 1      |
| 2017                     | Beijing BG               | CLO                      | 15         | 2          | -               | -               | -               | -                  | -                  | -                  | -           | -           | -           | 15     | 2      |
| Totale Beijing BG        | Totale Beijing BG        | Totale Beijing BG        | 24         | 3          |                 | -               | -               |                    | -                  | -                  |             | -           | -           | 24     | 3      |
| gen.-giu. 2018           | Beerschot VA             | D2                       | 3+2        | 0+1        | -               | -               | -               | -                  | -                  | -                  | -           | -           | -           | 5      | 1      |
| 2018-2019                | Beerschot VA             | D2                       | 6          | 0          | CB              | 1               | 1               | -                  | -                  | -                  | -           | -           | -           | 7      | 1      |
| Totale Beerschot Wilrijk | Totale Beerschot Wilrijk | Totale Beerschot Wilrijk | 11         | 1          |                 | 1               | 1               |                    | -                  | -                  |             | -           | -           | 12     | 2      |
| Totale carriera          | Totale carriera          | Totale carriera          | 235        | 70         |                 | 19              | 13              |                    | 17                 | 2                  |             | -           | -           | 271    | 85     |

### Cronologia presenze e reti in nazionale
| Cronologia completa delle presenze e delle reti in nazionale ― Austria | Cronologia completa delle presenze e delle reti in nazionale ― Austria | Cronologia completa delle presenze e delle reti in nazionale ― Austria | Cronologia completa delle presenze e delle reti in nazionale ― Austria | Cronologia completa delle presenze e delle reti in nazionale ― Austria | Cronologia completa delle presenze e delle reti in nazionale ― Austria | Cronologia completa delle presenze e delle reti in nazionale ― Austria | Cronologia completa delle presenze e delle reti in nazionale ― Austria |
| Data                                                                   | Città                                                                  | In casa                                                                | Risultato                                                              | Ospiti                                                                 | Competizione                                                           | Reti                                                                   | Note                                                                   |
| ---------------------------------------------------------------------- | ---------------------------------------------------------------------- | ---------------------------------------------------------------------- | ---------------------------------------------------------------------- | ---------------------------------------------------------------------- | ---------------------------------------------------------------------- | ---------------------------------------------------------------------- | ---------------------------------------------------------------------- |
| 19-11-2008                                                             | Vienna                                                                 | Austria                                                                | 2 – 4                                                                  | Turchia                                                                | Amichevole                                                             | -                                                                      | 46’                                                                    |
| 11-2-2009                                                              | Graz                                                                   | Austria                                                                | 0 – 2                                                                  | Svezia                                                                 | Amichevole                                                             | -                                                                      | 67’                                                                    |
| 1-4-2009                                                               | Klagenfurt                                                             | Austria                                                                | 2 – 1                                                                  | Romania                                                                | Qual. Euro 2012                                                        | -                                                                      | 54’                                                                    |
| 6-6-2009                                                               | Belgrado                                                               | Serbia                                                                 | 1 – 0                                                                  | Austria                                                                | Qual. Euro 2012                                                        | -                                                                      | 56’                                                                    |
| 15-8-2012                                                              | Vienna                                                                 | Austria                                                                | 2 – 0                                                                  | Turchia                                                                | Amichevole                                                             | -                                                                      | 72’                                                                    |
| 8-9-2014                                                               | Vienna                                                                 | Austria                                                                | 1 – 1                                                                  | Svezia                                                                 | Qual. Euro 2016                                                        | -                                                                      | 69’                                                                    |
| 12-10-2014                                                             | Vienna                                                                 | Austria                                                                | 1 – 0                                                                  | Montenegro                                                             | Qual. Euro 2016                                                        | 1                                                                      | 24’ 83’                                                                |
| 15-11-2014                                                             | Vienna                                                                 | Austria                                                                | 1 – 0                                                                  | Russia                                                                 | Qual. Euro 2016                                                        | 1                                                                      | 59’ 73’                                                                |
| 18-11-2014                                                             | Vienna                                                                 | Austria                                                                | 1 – 2                                                                  | Brasile                                                                | Amichevole                                                             | -                                                                      | 6’ 53’                                                                 |
| 14-6-2015                                                              | Mosca                                                                  | Russia                                                                 | 0 – 1                                                                  | Austria                                                                | Qual. Euro 2016                                                        | -                                                                      | 75’                                                                    |
| 5-9-2015                                                               | Vienna                                                                 | Austria                                                                | 1 – 0                                                                  | Moldavia                                                               | Qual. Euro 2016                                                        | -                                                                      | 84’                                                                    |
| 9-10-2015                                                              | Podgorica                                                              | Montenegro                                                             | 2 – 3                                                                  | Austria                                                                | Qual. Euro 2016                                                        | -                                                                      | 82’                                                                    |
| 12-10-2015                                                             | Vienna                                                                 | Austria                                                                | 3 – 0                                                                  | Liechtenstein                                                          | Qual. Euro 2016                                                        | -                                                                      | 64’ 69’                                                                |
| 17-11-2015                                                             | Vienna                                                                 | Austria                                                                | 1 – 2                                                                  | Svizzera                                                               | Amichevole                                                             | -                                                                      | 66’                                                                    |
| 26-3-2016                                                              | Vienna                                                                 | Austria                                                                | 2 – 1                                                                  | Albania                                                                | Amichevole                                                             | -                                                                      | 79’                                                                    |
| 29-3-2016                                                              | Vienna                                                                 | Austria                                                                | 1 – 2                                                                  | Turchia                                                                | Amichevole                                                             | -                                                                      | 66’                                                                    |
| 31-5-2016                                                              | Klagenfurt                                                             | Austria                                                                | 2 – 1                                                                  | Malta                                                                  | Amichevole                                                             | -                                                                      | 72’                                                                    |
| 14-6-2016                                                              | Bordeaux                                                               | Austria                                                                | 0 – 2                                                                  | Ungheria                                                               | Euro 2016 - 1º turno                                                   | -                                                                      | 65’                                                                    |
| Totale                                                                 |                                                                        | Presenze                                                               | 18                                                                     |                                                                        | Reti                                                                   | 2                                                                      |                                                                        |

## Palmarès

### Club
- Coppa d'Austria: 1

Austria Vienna: 2009

### Individuale
- Capocannoniere della Coppa d'Austria: 1

2008-2009 (5 gol)